# Фена (водохранилище)
Фена (англ. Fena Lake) — водохранилище на Гуаме (США), самый большой водный объект на острове. Расположено на юге острова в окрестностях гор Ламлам, Алифан и Джумуллонг-Мангло. Отток воды из водохранилища происходит через реку Талофофо, которая течёт на северо-запад и впадает в Тихий океан в заливе Талофофо.

## История
Строительство водохранилища началось в конце 1940-х годах и завершилось в 1951 году. Целью было обеспечение водой жителей острова. Общая стоимость проекта составила 11 млн долларов США. Плотина высотой 26 м была построена ВМС США.
Основным источником пополнения резервуара является дождевая вода. Водохранилище является основным источником воды для военно-морской базы США Гуам и жителей близлежащих деревень. При полной загрузке площадь поверхности водохранилища простирается примерно на 0,78 км², площадь водосбора составляет ок. 15,2 км².